# Písek
Písek (tjekkisk udtale: [ˈpiːsɛk]; tysk: Pisek) er en by i regionen sydbøhmen i Tjekkiet med omkring 31.000 indbyggere. Byen er kendt for den ældste bro i landet. Den historiske bymidte er velbevaret og er beskyttet ved lov som en bymæssig monumentzone.
Písek er et uddannelsescenter med en række vigtige skoler. Op til de sidste årtier af det 19. århundrede var Písek centrum for den store autonome Prácheňsko-region.
Písek består af fem bydele og fire landsbyer:
- Budějovické Předměstí
- Hradiště
- Pražské Předměstí
- Václavské Předměstí
- Vnitřní Město
- Nový Dvůr
- Purkratice
- Semice
- Smrkovice

## Etymologi
Navnet Písek betyder bogstaveligt "sand". Det refererer til floden Otava, hvor de første bosættere vaskede guld fra sandet.

## Geografi
Písek ligger omkring 42 km nordvest for České Budějovice og 80 km syd for Prag. Det meste af det kommunale område ligger i Tábor højlandet, men den sydlige del ligger i České Budějovice-bassinet. Der er flere stejle gader, og nogle forstæder ligger mere end 70-90 meter over byens centrum. Den østlige del af området, kendt som Písecké hory Naturpark, er dækket af løvfældende skove blandet med et stort antal forskellige nåletræer. Det højeste punkt i Písek og naturparken er Velký Mehelník med en højde på 633 moh. Det laveste punkt er overfladen af Otava med 350 moh.
Byen ligger på begge bredder af floden Otava. I kommunens område er der flere bække med mange fiskedamme. Den største af dammene er Prostřední Putim og Stará Putim.

## Historie
Byens forgænger var en bebyggelse i området, hvor der blev vasket guld i floden, og den blev senere en købstad med det kongelige hof. I 1254 grundlagde kong Ottokar 2. en kongeby. Under hans regeringstid voksede byen og dens betydning steg. Der blev bygget et slot over vadestedet over Otava-floden, et kloster blev grundlagt, og Písek-stenbroen blev bygget. Også i slutningen af det 13. århundrede blev møntgården grundlagt, men senere flyttet til Kutná Hora.
Fra 1308 var Písek en fri kejserby, og i det 14. århundrede blev Písek det administrative centrum i Prácheňsko- regionen. Under Karl 4.s styre blev salt- og kornlagrene grundlagt, og de var de største i Bøhmen. I århundreder var byen Písek indehaver af det største bygods i Bøhmen, især skove.
Under husitterkrigene blev Písek erobret af hussitterne, og klostret blev raseret. Under Trediveårskrigen i 1619-1620 blev byen erobret og de fleste af dens indbyggere dræbt af Charles de Longuevals hær. I 1623 blev Písek igen erhvervet af kongemagten og i 1641 blev det igen forfremmet til en kongeby. I det 18. århundrede blev det igen centrum for Prácheňsko.
I det 19. århundrede blev Písek centrum for uddannelse, fordi flere skoler for videregående uddannelser blev etableret her.

## Kultur
Siden 2007 har der været tradition for at skabe og udstille kæmpe sandskulpturer ved Otava-flodens havnefront om sommeren. Hvert år vælges et nyt tema for skulpturerne. 

## Seværdigheder
Písek har et velbevaret, middelalderligt centrum dannet af større Velké-plads og lille Alešovo-plads med et antal smalle gyder. Det mest værdifulde monument er Stenbroen i Písek, et nationalt kulturmonument. Det var den anden stenbro i Bøhmen, og det er den ældste bevarede bro i landet. Det er også en af de ældste bevarede broer i hele Europa.
Písek Slot er et delvist bevaret gotisk slot, ombygget til rådhus og et bryggeri. Det huser også Práheňsko- museet, en del af dets udstilling er en bevaret gotisk hal fra det 13. århundrede.
Der er flere bevarede rester af byens befæstning i Písek, herunder to borgbastioner og fragmenter af bymurene.